# Anton Corfitz Ulfeldt
Anton Corfitz von Ulfeldt (Brașov, 15 giugno 1699 – Vienna, 21 dicembre 1769) è stato un nobile, diplomatico e politico austriaco.

## Biografia
Figlio del conte Leo von Ulfeld e di sua moglie, Anna Maria von Sinzendorf, la famiglia di Anton Corfitz aveva origini danesi. Suo nonno, Corfitz Ulfeldt, venne condannato a morte per alto tradimento in Danimarca e suo padre decise di trasferirsi in Austria dove si unì all'esercito imperiale sino a divenire feldmaresciallo.
Anche Anton Corfiz inizialmente scelse la carriera militare, ma venne poi trasferito al Reichshofrat nel 1724. Dal 1738 fu ambasciatore dapprima a Le Hague e poi a Costantinopoli.
Nel 1742, con l'appoggio di Johann Christoph von Bartenstein, divenne cancelliere di stato e responsabile della politica estera dell'Austria. Mantenne tale incarico sino al 1753, quando Wenzel Anton Kaunitz gli succedette. Come ministro degli esteri, Ulfeldt fu poco incisivo, e fu Bartenstein la vera mente dietro le sue azioni.
Dal 1753 alla sua morte, fu Obersthofmeister dell'imperatrice Maria Teresa.
Il 5 gennaio 1744 venne decorato dell'Ordine del Toson d'oro, la massima onorificenza imperiale.

## Matrimoni e figli
Col suo primo matrimonio, Ulfeldt sposò Maria Anna von Virmont, erede del conte Damian Hugo von Virmont zu Neersen, ma questa morì poco dopo, il 19 dicembre 1731, senza aver avuto figli.
Si risposò il 16 aprile 1743 con Maria Elisabeth von Lobkowitz (1726-1786), figlia del principe Philipp von Lobkowitz (m. 1737). La coppia ebbe tre figli:
- Johann Baptist (morto infante)
- Maria Elisabeth (19 settembre 1747 - 27 gennaio 1791), sposò nel 1765 Georg Christian von Waldstein-Wartenberg (1743-1791).
- Maria Wilhelmine (13 maggio 1744 - 8 maggio 1800), sposò il conte Josef von Thun und Hohenstein (1734-1800)